# بيت النسيم (السدة)

تعديل مصدري - تعديل

بيت النسيم هي إحدى قرى عزلة المرخام بمديرية السدة التابعة لمحافظة إب، بلغ تعداد سكانها 336 نسمة حسب تعداد اليمن لعام 2004.